# Fosse d'aisances

Schéma de principe d'une fosse d'aisances étanche.

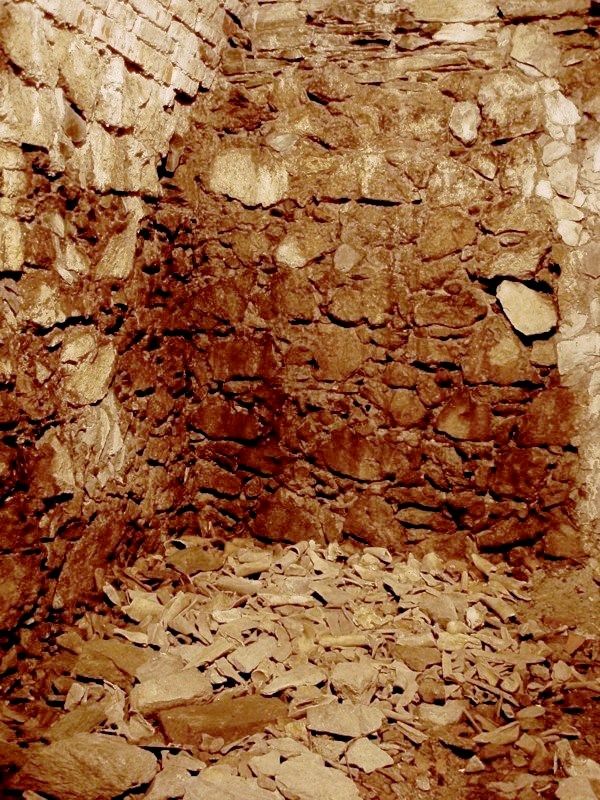
Ancienne fosse d'aisances slovaque, aussi utilisée pour les ordures et les corps de prisonniers.

Une fosse d'aisances est une cavité destinée à recueillir les excréments depuis une installation sanitaire (toilettes ou latrines). À l'inverse de la fosse septique, elle ne dispose pas de système d'évacuation des liquides, et doit être vidangée régulièrement. Elles doivent être entièrement étanches et, à moins d'utiliser un volume particulièrement grand, la vidange doit se faire fréquemment, parfois chaque semaine.

## Histoire
Les fosses d'aisances ont été utilisées bien longtemps avant l'arrivée des toilettes à chasse d'eau pour évacuer et stocker les déjections humaines.
Des fosses sont présentes dans les châteaux du Moyen Âge qui possédaient des latrines pour les nobles seigneurs comme pour la garnison et les valets ; ils en possédaient autant qu'il en fallait et très bien disposées. Les premiers touristes du XIXe siècle doivent se prémunir contre les récits d'oubliettes que font tous les cicérones chargés de guider les amateurs de ruines féodales. Dix-neuf fois sur vingt les oubliettes qui émeuvent si vivement les visiteurs des châteaux du Moyen Âge sont de vulgaires latrines, comme certaines chambres de torture sont des cuisines. Plusieurs fois Eugène Viollet-le-Duc a fait vidanger des fosses de château que l'on considérait avec une respectueuse terreur comme ayant englouti de malheureux humains ; mêlés à beaucoup de poudrette, on y trouvait quantité d'os de lapins ou de lièvres, quelques pièces de monnaie des tessons et des momies de chats en abondance. 
Avant l'installation d'égouts, et avant l'invention de la fosse septique qui permettait de stocker et traiter les solides tout en relâchant les effluents dans la nature, des fosses d'aisances étaient installées dans les jardins en Europe, et les rejets des toilettes y étaient stockés. Le contenu était vidé périodiquement, toujours de nuit, et les excréments séchés étaient ensuite transportés vers la campagne pour servir d'engrais.
En théorie, les eaux de lavage n'y sont pas déversées, cependant une certaine quantité d'eaux grasses peut se trouver dans le bassin. La graisse surnage.
Les fosses d'aisances pouvaient consister en un simple trou dans le jardin rendu étanche par des pierres et des briques, ou constituer une pièce voutée sous la cave des bâtiments, rendue étanche avec du grès et enduite au derrière d'un corroi de glaise. Le fond était glaisé et pavé. La chausse d'aisances désignait le tuyau de descente du « siège de commodités » jusqu'à la fosse. Celle-ci était constituée de boisseaux de poterie, vase de terre cuite sans fond de huit à neuf pouces de diamètre et un pied de long qui s'emboitaient les uns sur les autres. La « chausse d'aisances » communiquait avec une « ventouse », c'est-à-dire un tuyau de petit diamètre de poterie ou de plomb élevé jusque hors du comble « pour diminuer la mauvaise odeur que la fosse répand dans les cabinets en la faisant évaporer par le canal et la remplaçant par un air frais». Le « Tampon » ou « Clef » désignait la dalle de pierre mobile placée sur la voûte de la fosse pour en boucler l'entrée. La « cheminée d'aisances » était l'ouverture pratiquée dans la voûte de la fosse pour le passage des « matières ». Enfin, le Tour de la souris était un espace de trois pouces qu'on laissait entre le tuyau d'aisances ou de descente et un mur mitoyen.
Les vidanges étaient transportées dans un vase en bois de la forme d'un cône tronqué, cerclé en fer, appelé « Tinette », bouché du haut par un tampon.

## Maladies historiques

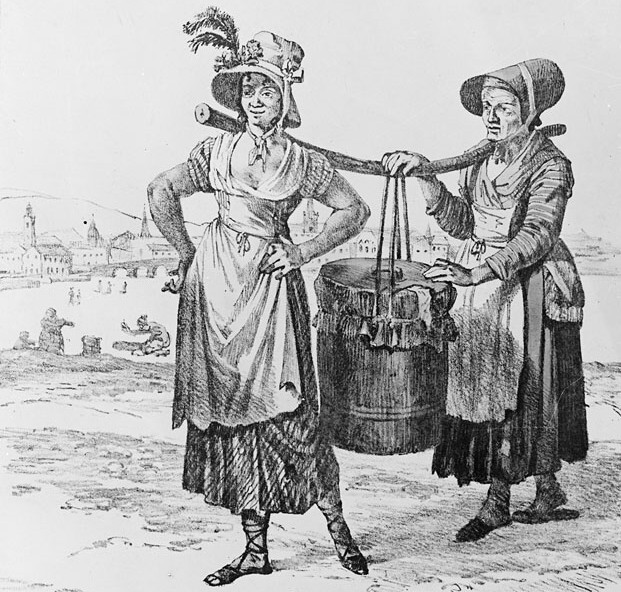
Les transporteurs de latrines, soi-disant « transporteurs de ski », 1820, Stockholms stadsmuseum.

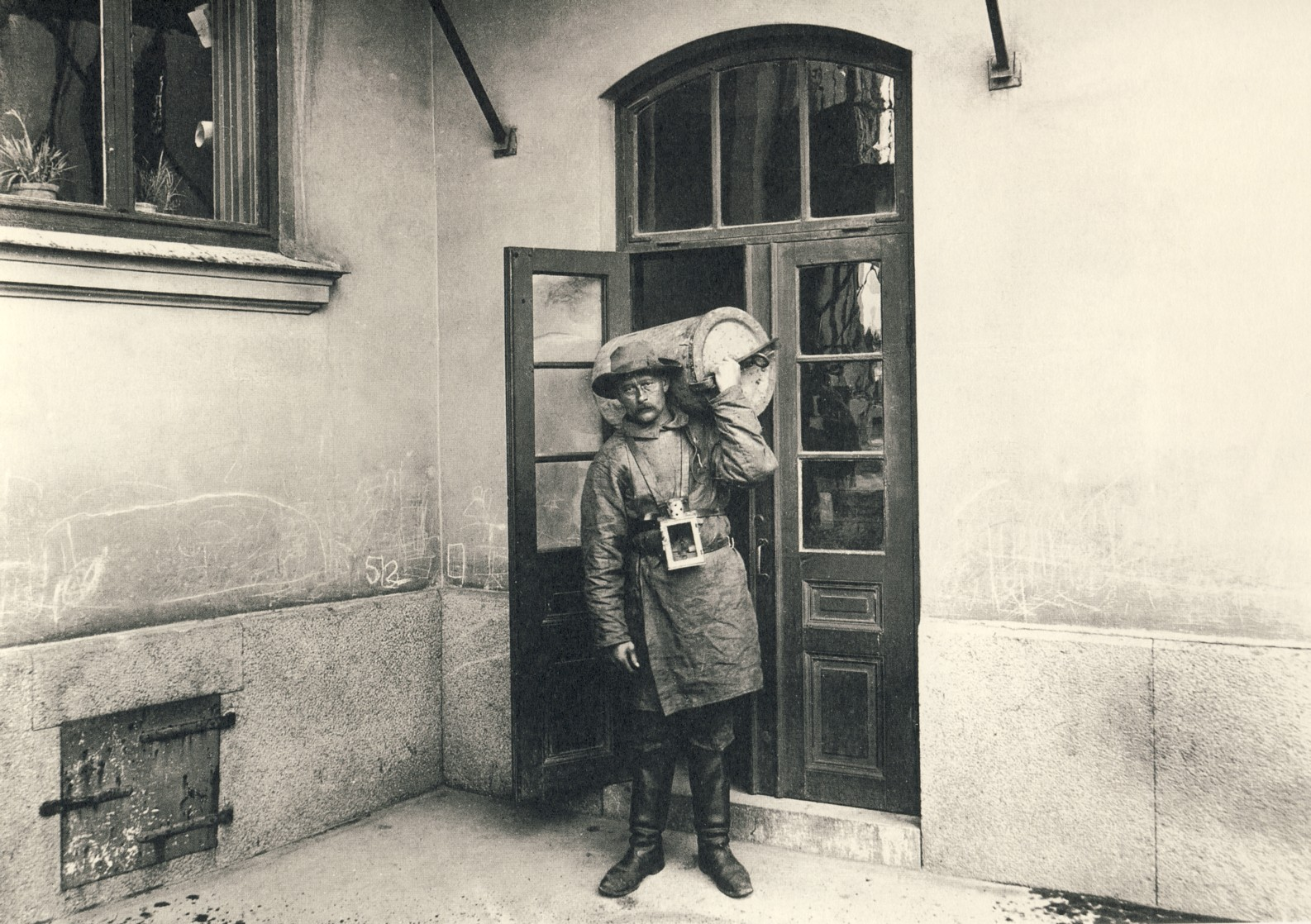
Un « homme-latrines » à Stockholm au début du XXe siècle.

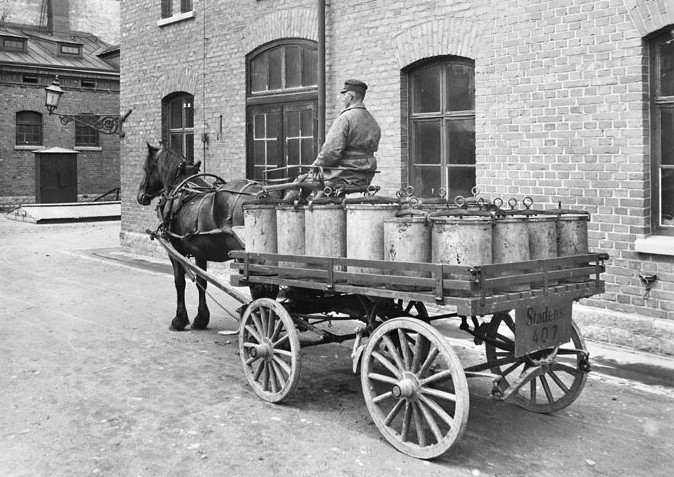
Charrette de latrines à la station d'épuration ouest de Vasastaden, 1900.

Des médecins se sont penchés dès le XVIIIe siècle sur les maladies associées au travail des vidangeurs de fosse d'aisance, comme Bernardino Ramazzini, en 1700 dans  son De morbis artificum diatriba (Traité des maladies des artisans) ou Jean Noël Hallé (1785)[réf. non conforme]. 
Les fosses closes hermétiquement sont le siège de décompositions et de fermentations anaérobies qui génèrent le dangereux sulfure d'hydrogène qui causait quelquefois la mort des ouvriers vidangeurs ou d'autres personnes qui approchaient de trop près des fosses. En attendant qu'on en connaisse la nature, à partir du XIXe siècle, le gaz qui s'échappe des fosses ont pris les noms de « vapeur méphitique », « plomb », « mofette » (de même racine que méphitique), « moufette » (avant les mammifères réputés pour leurs sécrétions) et on désignait par « Fosse empoisonnée » ou « Fosse plombée », les fosses qui renfermaient l'air pestilentiel pendant ou après sa vidange. Le nom de « plomb » provenait du fait que l'asphyxie consécutive à l'exposition « aux gaz méphitiques » des fosses s'accompagnait d'un sentiment d’oppression, comme un poids énorme qui comprimerait la poitrine. Voici la description qu'en fait un médecin début XIXe siècle. « Les symptômes d'intoxication varient beaucoup dans ce cas, l'individu meurt tout d'un coup comme s'il était foudroyé ou si le gaz est trop faible pour amener la mort, l'asphyxié en perdant subitement connaissance est pris de mouvements convulsifs ou d'autres accidents nerveux, fort graves, tels qu'une douleur excessive à l'estomac, aux jointures, un resserrement au gosier, des cris involontaires et quelquefois modulés ce que les vidangeurs appellent chanter le plomb, puis le délire, le rire sardonique et des convulsions générales dans lesquelles la face pâlit et le tronc se courbe en arrière précèdent l'asphyxie. D'autres fois car il n'en est pas toujours ainsi l'asphyxie ne survient que quelques heures après qu'on n'est plus exposé au méphitisme. On peut présumer que ces variations dépendent de la proportion différente dans laquelle se trouvent les gaz et quelquefois la disposition organique des individus alors on a vu des ouvriers qui se sentant pris de plomb se font retirer des fosses et ne tombent asphyxiés qu'après avoir manifesté une loquacité extraordinaire, tenu des propos décousus, s'être livrés à une danse automatique ou avoir couru en sautant jusqu'à une certaine distance. Dans l'état d'asphyxie qui peut durer depuis quelques minutes jusqu'à plusieurs heures, le corps est froid, les lèvres violettes, la figure livide, les yeux fermés, la pupille dilatée et immobile, le pouls petit et fréquent, les battements du cœur désordonnés et tumultueux une écume blanche ou sanglante s'échappe de la bouche la respiration est courte difficile convulsive, les muscles sont dans le relâchement ou d'autres fois le siège de contractions spasmodiques continuelles, par instants le malade fait entendre quelques plaintes ou pousse des cris effrayants. En général avant que la mort n'ait lieu ou que l'asphyxié ne reprenne connaissance il se manifeste une agitation extrême caractérisée par des convulsions partielles ou générales. La respiration, la circulation s'embarrassent de plus en plus ou deviennent plus libres graduellement suivant l'issue que doit avoir l'asphyxie. Cet état enfin peut se prolonger vingt quatre heures et au delà. Presque toujours ces asphyxies compliquées d'empoisonnement par un gaz délétère sont très graves parce que le rétablissement des phénomènes respiratoires ne suffit pas toujours pour neutraliser le poison qui a été introduit dans l'estomac ».
Une ophtalmie provoquée par ces mêmes vapeur empoisonnée s'appelait mitte,.
Le 31 mars 2021, dans une prison à Béjaia en Algérie, sept gardiens de prison et un prisonnier ont perdu la vie en essayant de nettoyer une fosse septique située à l’intérieur du pénitencier, l'accident est provoqué par l'émanation de sulfure d’hydrogène. Trois autres personnes, éléments de la protection civile, envoyés pour une opération de sauvetage des victimes ont nécessité une hospitalisation après leur évanouissement. Selon les responsables de la prison, le nettoyage de la fosse était régulier et n’a donné lieu, jusque-là, à aucun incident.

## Réglementation
Les fosses d'aisances sont interdites en France. Elles avaient commencé à être réglementées dès le XIXe siècle, notamment en ce qui concerne la vidange.
En Grande-Bretagne, les fosses d'aisance sont soumises à des normes strictes, notamment en ce qui concerne l'étanchéité : si les matières contenues s'infiltrent dans le sol, elles peuvent contaminer la nappe phréatique et donc l'approvisionnement en eau potable, notamment dans les communes rurales.
Aux États-Unis, les fosses d'aisances sont permises ou non selon les réglementations locales. Les fosses d'aisances servant plus de vingt personnes sont interdites au niveau fédéral. Là où elles sont permises, des accidents ont été rapportés comme à Huntington, New York, où deux personnes sont mortes depuis 2001, et cinq autres blessées.